# Scoglio Giafante
Scoglio Giafante è un'isola dell'Italia appartenente all'arcipelago delle isole Eolie, in Sicilia.
Si tratta di uno scoglio basaltico a nord dell'isola di Filicudi che si erge dal mare; ha una forma che ricorda vagamente un elefante, da cui il nome in siciliano "Giafante". È il risultato di una eruzione vulcanica, della quale è rimasta soltanto la colonna lavica centrale.